# 2073 Janáček
2073 Janáček là một tiểu hành tinh vành đai chính với chu kỳ quỹ đạo là 1634.6590585 ngày (4.48 năm).
Nó được phát hiện ngày 19 tháng 2 năm 1974.